# Delfi
Delfi (in greco antico: Δελφοί?, Delphói) era una città dell'antica Grecia, sede (insieme a Didima) del più importante e venerato oracolo del dio Apollo (l'oracolo di Delfi).
La città era situata nella Focide, alle pendici del monte Parnaso, a circa 130 km a nord-ovest di Atene e a 600 m s.l.m. all'incrocio di antiche vie di comunicazione. Nei tempi antichi si pensava che Delfi fosse il centro del mondo ed essa era infatti sede dell'onfalo (o "ombelico del mondo").
Il centro è oggi un importante sito archeologico.

## Mitologia
Il fondatore di Delfi è il mitico re Delfo, figlio di Poseidone e Melanto (figlia di Deucalione e nipote di Prometeo), per giacere con lei il dio dei mari si trasformò in un delfino, il cui nome ha un evidente richiamo. Tuttavia il mito proprio di Delfi e dell'oracolo proviene dall'intervento di Apollo contro il drago-serpente Pitone figlio di Gea. Apollo decise di ucciderlo in quanto aveva insidiato sua madre Latona mentre era incinta di lui. Egli viveva nel monte Parnaso e Apollo con le sue frecce lo fece fuggire a Delfi che prendeva il nome da Delfine il drago-compagna di Pitone. Apollo lo inseguì anche nel tempio. La Madre Terra, oltraggiata, chiese l'intervento di Zeus che non soltanto ordinò ad Apollo di farsi purificare a Tempe, ma istituì i giochi pitici in onore di Pitone, costringendo Apollo a presiederli per penitenza. Apollo, dopo essersi purificato andò a cercare il dio Pan, da cui ottenne i segreti dell'arte divinatoria, divenendo il protettore e creatore dell'oracolo delfico costringendo la sacerdotessa, detta pitonessa o Pizia, a servirlo. L'impresa di Apollo poi gli meritò l'appellativo di Pizio o Pitico. 
Secondo un'altra versione Apollo saltò su una nave sotto forma di delfino e la condusse a Crisa, porto di Delfi. Qui saltò dritto al tempio in forma di giovane consacrando i Cretesi che facevano parte dell'equipaggio come sacerdoti.
Sempre da Apollo proviene il mito della fonte Castalia che era una ninfa degli alberi e viveva nel monte Parnaso, Apollo la insidiò e lei si gettò dal Parnaso venendo trasformata in fonte. La suddetta fonte poi divenne celebre come luogo di ispirazione dei poeti.
Delfi è anche il luogo in cui vennero seppelliti i resti di Zagreo, divinità figlia di Persefone e Zeus fatta a pezzi dall'invidia dei Titani. Qui è presente anche l'onfalo come concetto legato al mito, perché la città era considerata l'ombelico del mondo. L'onfalo era la pietra fatta ingoiare da Rea a Crono nascondendo così Zeus che divenuto adulto nell'intento di liberare i fratelli ingoiati dal padre fece bere una bevanda che lo fece vomitare. Oltre ai Titani Crono sputò l'onfalo che cadde a Delfi.
Flegias (figlio di Ares e una nipote di Sisifo), la cui figlia Coronide fu sedotta e messa incinta da Apollo, per vendicarne poi la successiva morte tentò di incendiare il tempio di Apollo. Questo gesto non venne però perdonato tanto che il dio, dopo averlo crivellato di frecce, lo scaraventò nel Tartaro.
Dell'oracolo si hanno menzione nei poemi omerici Iliade ed Odissea ma soprattutto negli Inni omerici, "Inno ad Apollo" (la più antica menzione diretta e dove si narra della sua fondazione).

## Storia del santuario
Centro abitato già dal Neolitico e in età micenea (XI-X secolo a.C.), Delfi mostra le prime tracce di un culto legato alla dea Terra (Gea) e al serpente Pitone a partire dall'VIII secolo a.C.. Successivamente subentra al culto di Gea quello del dio Apollo, detto Pizio, ossia vincitore di Pitone. Il culto si caratterizza per la richiesta di vaticini alla sacerdotessa di Apollo, la Pizia, che emetteva i responsi al centro del santuario, seduta su un tripode, dopo essere entrata in trance respirando il vapore che fuoriusciva da una fessura della terra. La tradizione vuole che Zeus avesse indicato il luogo di fondazione del santuario nel punto in cui due aquile, fatte volare da lui, fossero atterrate insieme. Questo punto identificava Delfi come il centro del mondo. I vaticini della Pizia erano spesso ambigui e oscuri, come quello dato al re di Lidia Creso. Nell'antichità esistevano nella vicinanza del luogo di culto le città di Amfissa e Crissa, potenti centri micenei che scomparirono con il collasso dell'età del bronzo.
Crissa infatti controllava la regione, ma venne poi sopraffatta dalle migrazioni di Dori, Eoli, Ioni e alla fine popolazioni che parlavano un ceppo nord-occidentale del greco antico.
Il nucleo più primitivo del santuario risale al VII secolo a.C. e fu più volte ricostruito a seguito di incendi e fenomeni naturali, come i terremoti. I Giochi pitici cominciarono ad avere luogo tra il 591 e il 586 a.C., ma già poco dopo la sua fondazione il santuario era stato sede di competizioni poetiche.
Fin dalla sua fondazione l'oracolo divenne centrale nella vita sociale e politica dei Greci, come nel caso della seconda colonizzazione dell'VIII-VII secolo a.C., durante la quale i responsi oracolari facevano da guida per i coloni. Rivestendo una così grande importanza venne fondato un ente per la salvaguardia della neutralità dell'oracolo, chiamato Anfizionia delfica. Nonostante questa precauzione, molte famiglie aristocratiche greche tentarono di accaparrarsene i favori, come nel caso dell'incendio del 548 a.C. che distrusse il santuario, ricostruito a spese della famiglia ateniese degli Alcmeonidi. La stessa Anfizionia di Delfi fu spesso al centro di eventi bellici chiamati guerre sacre (in totale quattro), la prima delle quali, di dubbia storicità, ebbe luogo all'inizio del VI secolo a.C. e fu tra l'anfizionia e la città di Cirra.
A partire dalla fine del VII secolo a.C. le città greche cominciarono a depositare presso il santuario i propri tesori votivi, ospitati in apposite "cappelle" chiamate θησαυρόι (thēsauròi), costruite a spese della città depositante, spesso non senza un valore propagandistico.
Per tutta la durata del secondo grande conflitto della storia greca, la guerra del Peloponneso, il santuario fu sotto il controllo della città di Sparta, egemonia ostacolata solo da una lega di città della Focide che si scontrarono con Sparta nella seconda guerra sacra.
Dal 357 al 346 a.C. si combatté la terza guerra sacra, che vide emergere la Macedonia come potenza dominante dell'Anfizionia di Delfi, egemonia confermata durante l'ultima guerra sacra, la quarta (340-338 a.C.), che segnò inoltre, con la battaglia di Cheronea del 338 a.C., la definitiva egemonia della Macedonia sulle città greche. Al regno di Macedonia subentrò poi la lega etolica (pur sempre dipendente dal regno) che sconfisse un'incursione gallica nei Balcani (i Tectosagi, guidati da Brenno ed Acicorio), nonostante la sconfitta risulta che i celti abbiano saccheggiato e derubato il santuario.
Con la battaglia di Pidna del 168 a.C., e la conseguente caduta della Grecia nel gruppo delle province romane nel 145 a.C., Roma impiantò stabilmente la propria influenza sul santuario, che venne ripetutamente restaurato dagli imperatori Augusto, Domiziano e Adriano ma anche devastato da Lucio Cornelio Silla e Nerone, perdendo la sua importanza.
La diffusione del Cristianesimo minò all'origine il prestigio del santuario apollineo, fino alla sua definitiva chiusura da parte dell'imperatore Teodosio I nel 394, anche se già nel 391 erano stati aboliti i culti pagani.

### Abbandono e riscoperta di Delfi
Nonostante le sue vicende fossero scritte in tutte le opere degli antichi scrittori greci, per molti secoli Delfi venne dimenticata, persino per ciò che riguarda la sua ubicazione. Nel 1410 d.C. gli ottomani avevano esteso il loro dominio sulla Focide e quindi anche su Delfi, che poi rimase per secoli quasi disabitata.

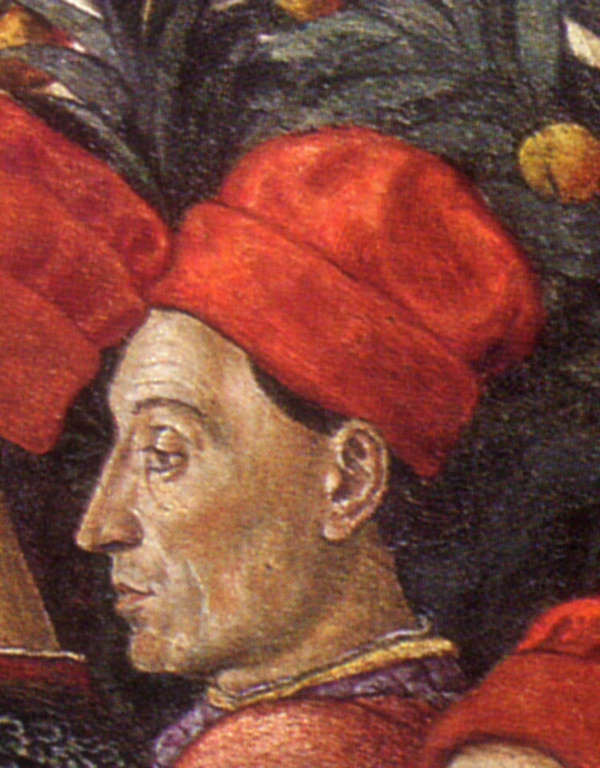
Ritratto di Ciriaco d'Ancona, autore della riscoperta di Delfi (affresco di Benozzo Gozzoli).

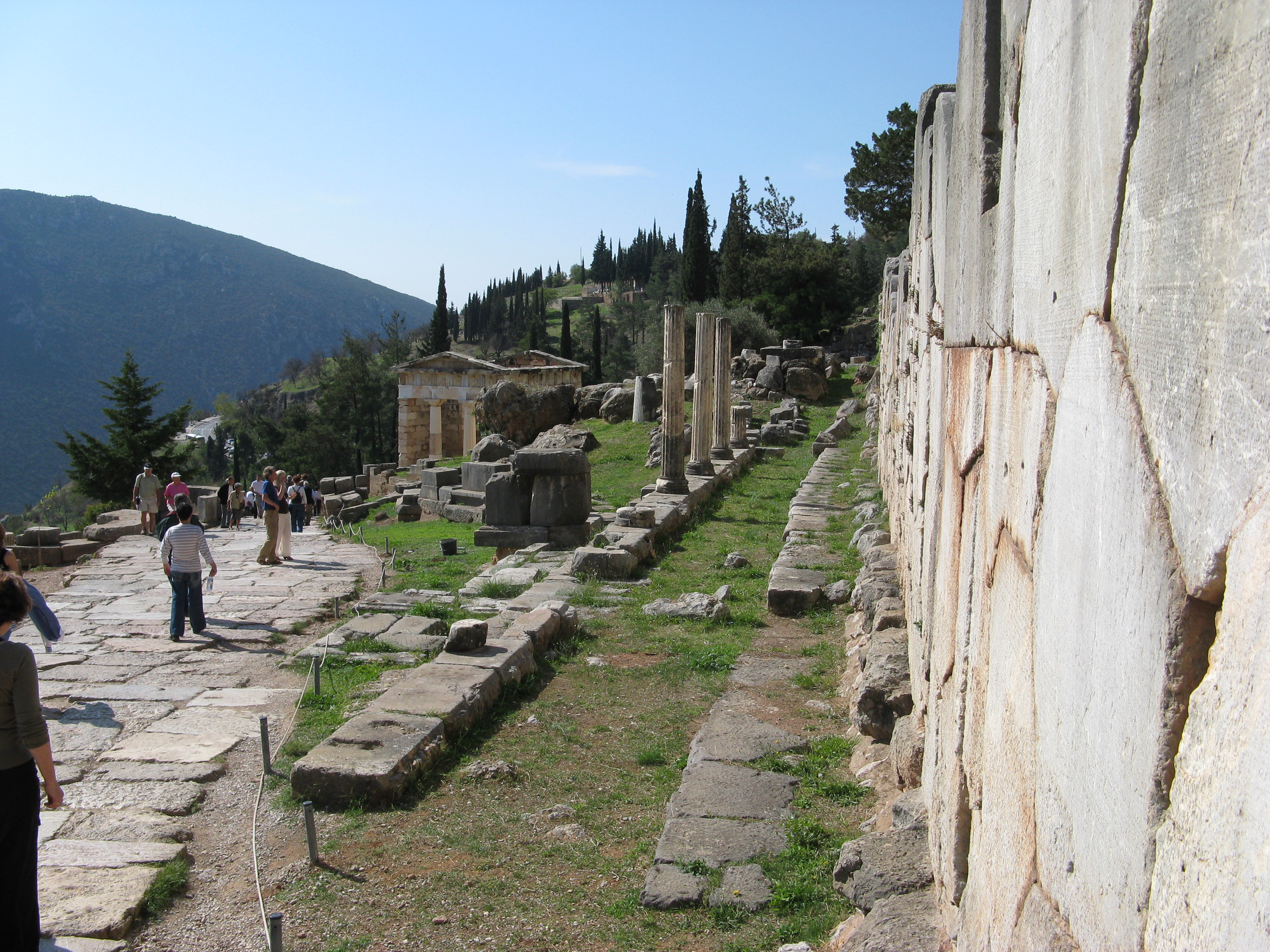
Stoà degli Ateniesi, primo monumento delfico ritrovato

Solo nel 1436, in età umanistica, Ciriaco d'Ancona ritrovò il sito di Delfi, nel corso dei suoi viaggi marittimi alla ricerca delle testimonianze dell'epoca classica. Visitò Delfi in marzo e vi rimase per sei giorni. Registrò tutti i resti archeologici visibili basandosi per l'identificazione sul testo di Pausania. Descrisse lo stadio e il teatro, nonché alcune sculture. Registrò anche diverse iscrizioni, la maggior parte delle quali ora sono andate perdute.
Tra la fine del XV e l'inizio del XVI secolo iniziò a formarsi un insediamento sul sito dell'antica Delfi, che alla fine finì per formare il villaggio di Kastri. Sembra che uno dei primi edifici dell'età moderna costruito sul sito dell'antica Delfi sia stato il monastero della Dormizione di Maria (o della Panagia), costruito sopra l'antica palestra.
I primi scavi archeologici vennero avviati solo dopo la conquista dell'indipendenza da parte della Grecia. Sebbene il sito dell'antica Delfi fosse stato identificato in modo sicuro sin dal viaggio di Ciriaco d'Ancona, era molto difficile avviare uno scavo sistematico, poiché l'espropriazione di un intero villaggio era quasi impossibile date le magre finanze del neonato Stato greco. Nel 1840 e nel 1860 vennero eseguiti alcuni saggi di prova. Dopo un terremoto, il villaggio rimase per alcuni anni in abbandono. Nel 1880 Bernard Haussoulier, dell'École française di Atene, promise una somma di denaro per facilitare il trasferimento degli abitanti del villaggio nel sito della moderna città di Delfi e, in cambio, ottenne una concessione decennale per scavare il sito. Si stima che il villaggio fosse composto da circa cento case e duecento abitanti. Il primo monumento riscoperto fu la Stoà degli Ateniesi.

## Gli scavi
L’attuale sito archeologico di Delfi era stato occupato fin dal medioevo dal villaggio di Kastri. Perciò, prima che uno scavo sistematico potesse essere intrapreso, il villaggio doveva essere trasferito ma i residenti opposero resistenza. L'opportunità di trasferire l’intero centro abitato si è presentata quando questo è stato notevolmente danneggiato da un terremoto, con gli abitanti del borgo che hanno proposto un villaggio completamente nuovo in cambio del vecchio sito.
Così, nell'autunno del 1892, sotto la direzione di Théophile Homolle e della Scuola Archeologica Francese, iniziò il cosiddetto "Grande Scavo" (La Grande Fouille). La spedizione rimosse vaste quantità di terreno da numerose frane fino a rivelare i principali edifici e strutture del Santuario di Apollo e di Atena Pronaia, insieme a migliaia di oggetti, iscrizioni e sculture. Il Grande Scavo durò per dieci anni e si concluse con la creazione del primo museo sul posto. Negli anni a seguire comunque, il sito non ha mai smesso di essere scavato e indagato.

Il luogo è ora un sito archeologico e una destinazione turistica molto popolare. È facilmente raggiungibile da Atene come gita di una giornata; la sua visita è spesso associata alle possibili attività invernali sul monte Parnaso, come pure alle spiagge e alle strutture turistiche estive della vicina costa della Focide (Itea, Cirra, Galaxidi, ecc.).

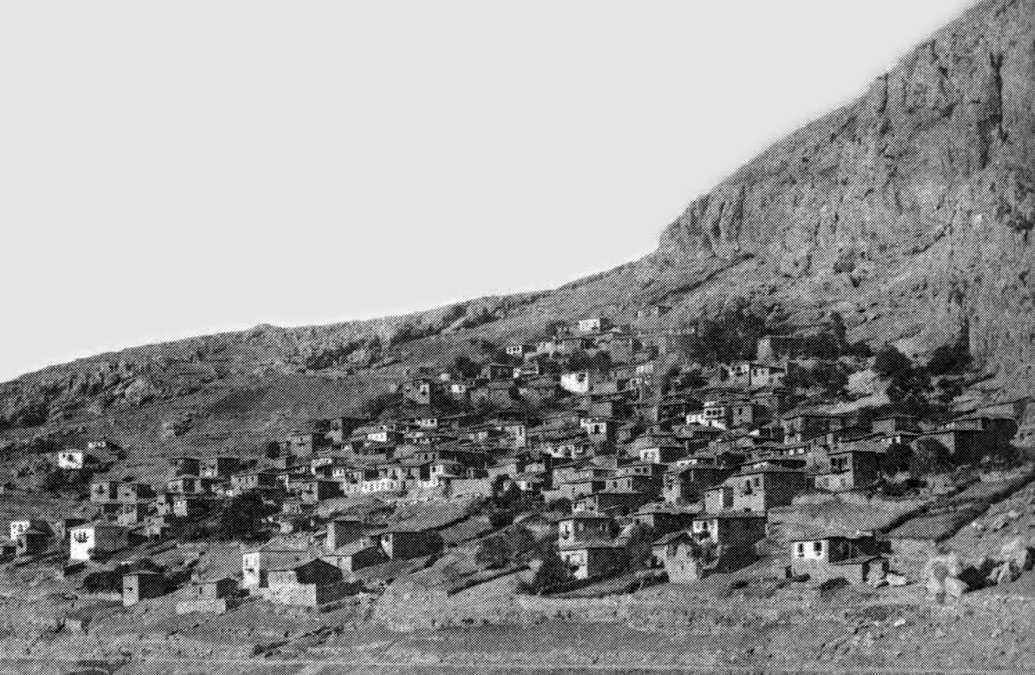
L'antico villaggio di Kastri prima della campagna di scavi

Il sito è inoltre salvaguardato come un luogo di straordinaria bellezza naturale, e anche i suoi panorami sono tutelati: nessun manufatto industriale può essere visto da Delfi se non le strade e le residenze di architettura tradizionale (per esempio le linee elettriche dell'alta tensione e simili sono posizionate in modo tale da risultare invisibili dall'area del Santuario).

### Delfi nel V secolo d.C.
Durante gli scavi successivi sono stati scoperti resti architettonici risalenti a una basilica cristiana del V secolo, quando Delfi era una diocesi. Altri importanti edifici di epoca tardo romana sono le Terme Orientali, la casa con il peristilio, l'Agorà romana e la grande cisterna. Alla periferia Est della città si trovano cimiteri tardo romani.
A sud-est del recinto di Apollo si trova la cosiddetta Villa Sud-Orientale, un edificio molto grande con una facciata lunga 65 metri, distribuita su quattro livelli, con quattro sale da pranzo (triclinia) e bagni privati. Giare di grande capacità conservavano le provviste, mentre altri vasi di terracotta e oggetti di lusso sono stati scoperti nelle stanze. Tra i reperti spicca un minuscolo leopardo in madreperla, forse di origine sasanide, esposto nella galleria al piano terra del Museo Archeologico di Delfi. La villa risale all'inizio del V secolo e funzionò come casa privata fino al 580, ma in seguito fu trasformata in un laboratorio di ceramisti. È solo allora, all'inizio del VI secolo, che la città sembra subire un declino: le sue dimensioni si riducono e i suoi contatti commerciali sembrano drasticamente diminuiti. La produzione locale di ceramiche avviene in grandi quantità: è più grossolana e fatta di argilla rossastra, con l'intenzione di soddisfare i bisogni degli abitanti e non di essere esportata.
La Via Sacra rimase la strada principale dell'insediamento, trasformata, tuttavia, in una strada a uso commerciale e industriale. Attorno all'agorà furono costruiti laboratori e anche l'unica basilica cristiana entro le mura. L'area residenziale si è diffusa principalmente nella parte occidentale dell'insediamento. Le case erano piuttosto spaziose e due grandi cisterne fornivano loro acqua corrente.

## Il sito archeologico
Periodo arcaico
     Periodo classico
     Periodo ellenistico
     Periodo romano

Pianta del sito di Delfi:
Periodo arcaico
Periodo classico
Periodo ellenistico
Periodo romano
1. Tempio di Apollo 2. Altare di Apollo (Altare di Chio) 3. Halos 4. Bouleuterion 5. Pritaneo 6. Teatro 7. Santuario di Dioniso 8. Santuario di Gea 9. Santuario di Neottolemo 10. Lesche degli Cnidi 11. Stoà degli Ateniesi 12. Stoà di Attalo 13. Stoà degli Etoli 14. Tesoro degli Ateniesi 15. Tesoro dei Sifni 16. Tesoro di Sicione 17. Tesoro degli Eoli 18. Tesoro dei Beoti 19. Tesoro degli Cnidi 20. Tesoro di Corinto 21. Tesoro di Cirene 22. Tesoro dei Megaresi 23. Tesoro della Potidea 24. Tesoro dei Tebani 25. Roccia della Sibilla Delfica 26. Colonna di Prusia II e Altare votivo di Siracusa 27. Colonna di Emilio Paolo 28. Colonna di Naxos 29. Colonna serpentina di Platea 30. Daochos votivo o Monumento dei Tessali 31. Monumento di Krateros 32. Carro di Rodi 33. Esedra dei Re di Argo 34. Esedra degli Epigoni 35. Altare votivo di Taras 36. Altari votivi di Atene, Arcadia, Argo e Sparta 37. Toro di Corcira 38. Muro del Temenos 39. Agorà romana 40. Via sacra 41. Sentiero per lo Stadio

Il complesso degli scavi si snoda lungo una via principale lastricata detta Via Sacra, che sale dalla fonte Castalia lungo il pendio del monte Parnaso.
Al principio della Via Sacra sono ancora visibili i resti di tombe e simulacri d'età romana, testimonianza degli interventi che il santuario subì da parte degli imperatori romani dal I secolo a.C. al II secolo d.C.
Salendo si incontrano la prima importante vestigia di fattura greca, in particolare i resti dei thesauroi votivi delle città greche. Sebbene per la maggior parte non restino altro che le fondazioni, sono da segnalare due eccezioni: il Tesoro dei Sifni, ricostruito con copie dei materiali originali (i materiali autentici si trovano all'interno del Museo), e il Tesoro degli Ateniesi, ricostruito quasi completamente con i materiali originali.
Il Tesoro dei Sifni (proveniente appunto dalla città di Sifno), costruito nel 530-525 a.C., era un tempietto ionico distilo in antis con due cariatidi in sostituzione delle colonne tra i muri laterali del pronao; offre sul lato nord (quello rivolto alla Via Sacra percorsa dal pellegrino che andava in cerca del responso dal dio della sapienza e delle arti) un importante fregio con la rappresentazione di una drammatica battaglia fra gli dei e i Giganti.
Nella parte più alta del sito si trova lo Stadio di Delfi, uno degli stadi meglio conservati della Grecia.

### Il tempio di Apollo

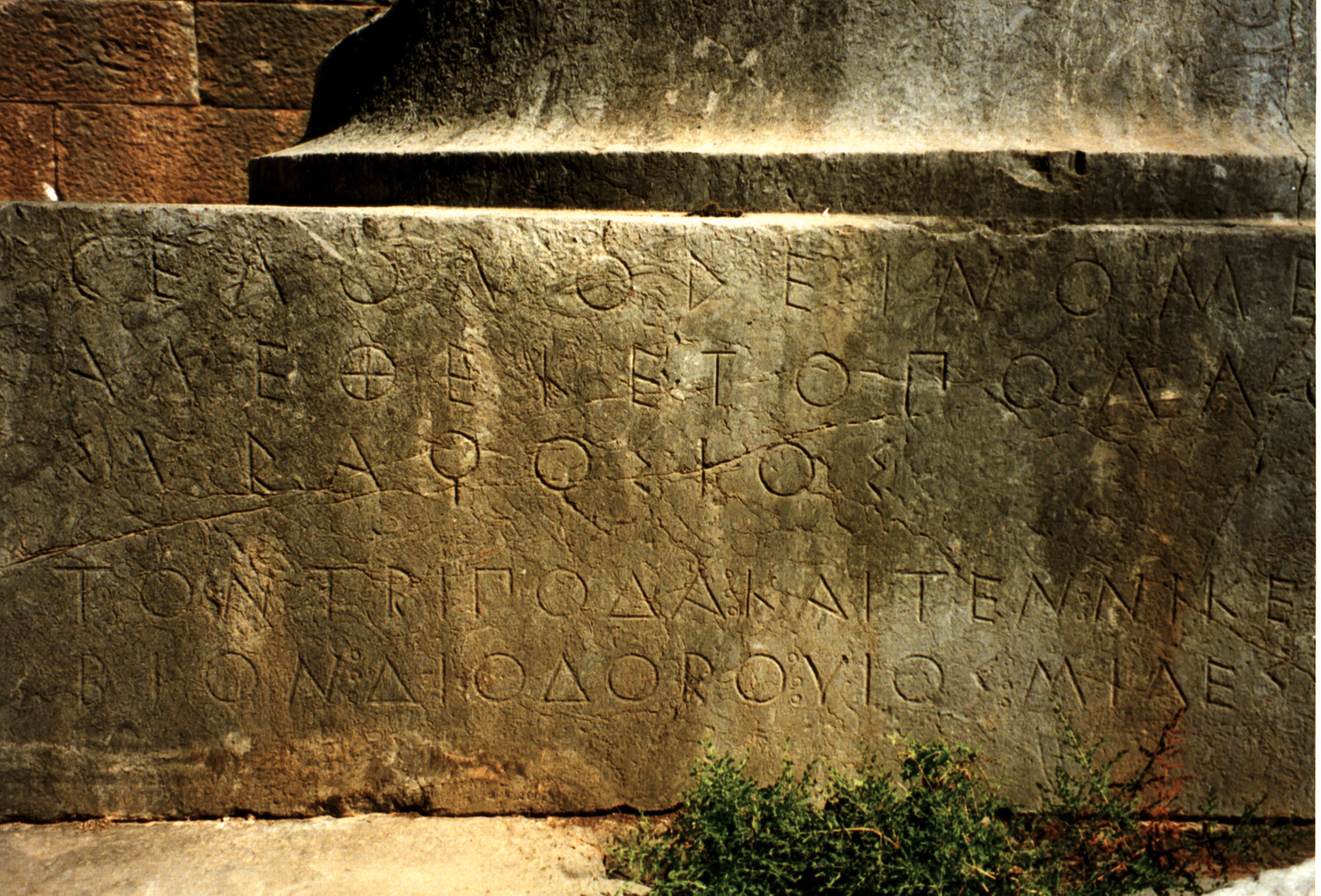
L'iscrizione di Ierone I accanto al tempio di Apollo

Salendo ancora lungo la Via Sacra si incontra il vero e proprio cuore del santuario, il Tempio di Apollo.
I resti del tempio dedicato all'Apollo Delfico (Ἀπόλλων Δελφίνιος Apòllōn Delphìnios) della mitologia greca fanno parte, con il famoso teatro e lo stadio (in cui ogni quattro anni si svolgevano i giochi pitici che seguivano di quattro anni l'Olimpiade e prendono il nome dalla Pizia, la sacerdotessa che pronunciava gli oracoli in nome di Apollo), del famoso sito archeologico visitato annualmente da migliaia di turisti.
Sull'architrave del portale al santuario (all'interno del quale ardeva l'ἄσβεστος φλόξ àsbestos phlox, fiamma eterna) erano riportate delle massime di sapienza, tra cui il celebre motto ΓΝΩΘΙ ΣΕΑΥΤΟΝ (gnōthi seautón) che significa "conosci te stesso" e che sarà poi fatto proprio da Socrate. All'interno del recinto erano presenti delle statue, tra le quali due scolpite da Patrocle di Crotone.
Per costruirlo venne riportata della terra dalla valle del Parnaso, che venne impiegata per costruire un terrapieno in cui il tempio potesse affondare le fondazioni. La Via Sacra costeggia il terrapieno e lungo il tratto di passaggio venne eretto il Muro Poligonale, sul quale molti pellegrini del santuario hanno lasciato iscritte nella pietra le loro intenzioni votive o i loro ringraziamenti al dio Apollo. Tra queste iscrizioni se ne è conservata una di grande valore storico e letterario. Si tratta dell'iscrizione di Gerone I, tiranno di Siracusa della famiglia dei Dinomenidi, che si recò a Delfi per ringraziare il dio per la sua vittoria nella corsa dei cavalli ai Giochi olimpici. Di questa vittoria parla anche il poeta Pindaro, in una delle sue odi Olimpiche.
Di fronte al tempio si trova il teatro, scavato alle pendici della montagna, e proseguendo lungo la Via Sacra si arriva ai resti dello stadio.

### Il tempio di Atena Pronaia
Al di là della gola Castalia, ai confini orientali della città, Atena Pronaia, cioè “colei davanti al tempio”, aveva il suo santuario. Su una terrazza lunga 150 m ma profonda soltanto 40 si allineavano cinque edifici tutti raggruppati verso Sud in maniera casuale e arbitraria, orientati verso il pendio: anzitutto il tempio più antico verso l'ingresso orientale nel peribolo circondato dalle mura di sostegno, due tesori, un edificio rotondo (la “tholos”) e infine il tempio più recente che sostituì un doppio edificio di non chiara destinazione, la cosiddetta “abitazione dei sacerdoti”. Anche questo santuario è venuto crescendo a poco a poco. Sotto il tempio più antico è stato trovato uno strato di doni votivi del secondo millennio che conteneva circa 200 idoli di creta di una divinità dalle braccia spalancate, la prima signora del luogo. Nell'VIII o VII secolo questo antichissimo luogo sacro fu circondato da un muro ricurvo ancora legato interamente al paesaggio. I muri di macigni poligonali grezzamente commessi ma accuratamente inzeppati sembrano avere, a prima vista, molti punti di contatto con le mura micenee, ma un abisso separa quelle opere ciclopiche innalzate per difesa dalla sottile commettitura delle nostre mura a piccole pietre che rivelano già la singolare disposizione dei loro costruttori a elaborare completamente anche l'elemento più semplice e rozzo.
     Periodo arcaico
     Periodo classico

Piano del Santuario di Atena Pronaia:
Periodo arcaico
Periodo classico
1. Tempio di Atena Pronaia 2. Nuovo tempio (di Atena Pronaia?) 3. Tholos 4. Tesoro di Massalia 5. Tesoro dorico 6. Temenos degli eroi 7. Altare di Atena Pronaia 8. Altare di Igea e Iliziate 9. Altare arcaico non identificato 10. Edificio non identificato (per sacerdoti?) 11. Base per la statua dell'imperatore Adriano (?) 12. Entrata est 13. Entrata sud

Nella seconda metà del VII secolo Atena ricevette il suo primo tempio (1), un periptero di cui sono conservati nelle fondamenta del tempio più recente, oltre ai resti di fondamenta poligonali, anche dodici capitelli di poros e dieci rocchi di colonne. Si tratta delle più antiche colonne doriche conservate al completo. Il loro fusto sottile (alto solo 3,35 m ovvero 6 volte e mezzo il diametro inferiore, con 16 scanalature) e l'echino piatto, molto slargato, quasi tornito non si accordano affatto con le colonne grevi e pesanti quali le conosciamo nel VI secolo. Esse ci fanno intuire qualcosa degli indizi, per noi perduti, della struttura del tempio. Una trabeazione di legno molto leggera era probabilmente sostenuta da queste colonnette molto distanziate, il fregio doveva essere formato da tavole di argilla policrome, quali le conosciamo da Thermos (Etolia), e le tavolette sporgenti del tetto sostenevano il geison ugualmente policromo decorato con antefisse e rivestimenti di argilla. Fu forse un tempietto del genere, diafano e arioso, che Apollo trasportò senza sforzo, attraverso l’aria, agli Iperborei dell'estremo Nord dei quali evidentemente non aveva grande fiducia come costruttori di un'abitazione divina.
Dopo la costruzione del tempio degli Alcmeonidi, anche nel Santuario di Atena fu ampliato il peribolo e alla fine del VI secolo fu innalzato un secondo tempio (13,25 × 27,46 m, 1:2). Racchiuso dalla stretta terrazza esso rinunciò all'opistodromo e per questo presenta solo dodici colonne nel fianco in confronto alle sei della facciata. L'insolito orientamento verso Sud è forse condizionato dalla struttura del suolo poiché l’altare principale, rivolto verso Oriente e circondato da piccoli altari dedicati a tutte le virtù soccorritrici di Atena, si trova davanti alla parte longitudinale del tempio.
Il canone dorico è giunto qui alla sua formulazione quasi completa. Gli intercolunni angolari sono contratti, il fregio è scandito regolarmente. Le ali esterne delle pareti della cella si protendono avanti, avvicinandosi alle assi della seconda e della quinta colonna della facciata. Tuttavia alcune anomalie rivelano ancora l'incertezza arcaica: le interassi della facciata (2,49 m) sono più ampie di quelle della parte longitudinale (2,42 m), e invece dell'armonica tripartizione del basamento il tempio presenta solo due gradini. I capitelli appartengono a un grado di sviluppo un po' più arcaico di quello del Tesoro degli Ateniesi.
Già nel V secolo l'edificio fu danneggiato dalla caduta di massi: Pausania lo vide in rovina. Nel 1905 precipitò sulle rovine da poco dissotterrate una nuova frana che distrusse dodici delle quindici colonne ancora in piedi e sconvolse le fondamenta con forza titanica. Al nuovo tempio di Apollo fece seguito nel IV secolo l'erezione di un terzo tempio per la sorella olimpica, questa volta in posizione meno pericolosa, all'estremità Occidentale della terrazza (2). La costruzione, priva di decorazione, intagliata in materiale duro e freddo (calcare azzurro del Parnaso), senza il fasto del colore, senza sculture, presentava in luogo della ricca corona dell'atrio anulare soltanto nude pareti in tre lati e una fragile serie di colonne doriche sulla facciata; questo avaro complesso può forse apparire povero rispetto ai suoi predecessori finché l'occhio non si sia abituato a vedere quello che non è visibile, finché non si comprende che qui l'effetto è condizionato dalle proporzioni, dai rapporti delle parti fra di loro e delle parti con il tutto. In luogo della molteplice melodia del più antico edificio ascoltiamo qui un unico accordo, modulato con chiarezza.

L'atrio è ampliato dal protendersi delle pareti laterali; tra le ante sono inserite snelle colonne ioniche a cui corrispondono semicolonne inserite nella parete senza ingombrare lo spazio. Già qui, e più forte ancora nella rinuncia alla peristasi a favore della spazialità della cella, si manifesta quella nuova esigenza di spazio interno. Questo edificio infatti è uno dei primi che non dev'essere giudicato solo dall'esterno, dalla struttura architettonica, ma anche dall'interno, dallo spazio che esso abbraccia.

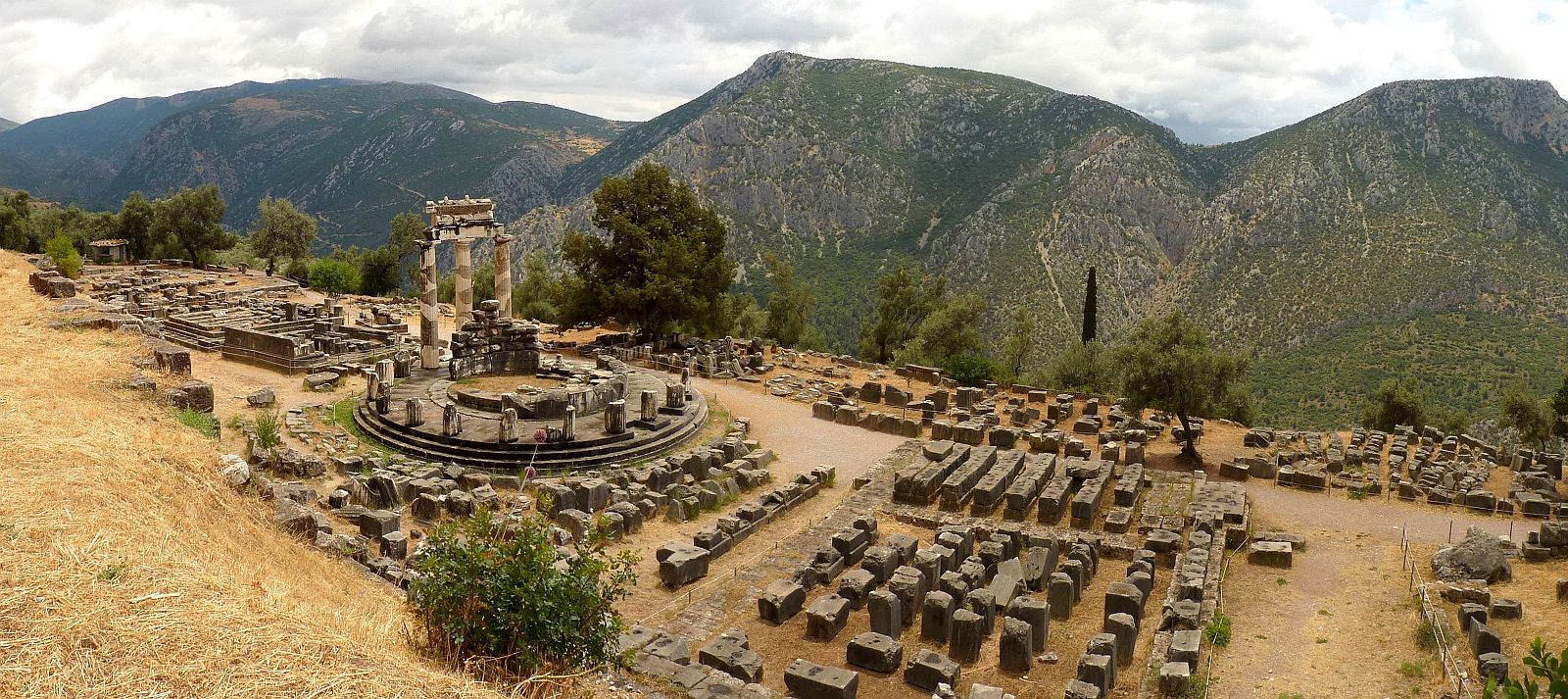
Vista panoramica del Santuario di Atena Pronaia.

Ai templi più antichi si collegano due tesori: una costruzione in antis dorica e il Thesauros di Massalia. Il tesoro dorico assomiglia talmente al Tesoro degli Ateniesi per materiale, tecnica e stile che si potrebbe supporre che sia stato eretto dagli stessi donatori alla Signora delle città. Le maestranze hanno evidentemente preso lo spunto dall'edificio nel recinto di Apollo costruito solo pochi anni prima: le interassi delle ante sono in questo caso contratte, il fregio a triglifi è scandito regolarmente e anche le cinque guttae della regula sono state sostituite dalle sei normali.
L’edificio più sorprendente e più originale della terrazza è senza dubbio la Tholos costruita all'inizio del IV secolo: un edificio rotondo la cui cella circolare è circondata da una corona di 20 colonne doriche (diametro dello stilobate 13,50 m, della cella 8,60 m; altezza totale fino alla sima 8,32 m). L'idea del periptero rotondo corrisponde in pieno per il suo aspetto circolare, per la sua ricchezza di rapporti geometrici, molteplici e al tempo stesso concentrati, allo spirito della tarda antichità quale si manifesta in tre delle sue opere più preziose (oltre a questo edificio, il monoptero di Epidauro e il Philippeion di Olimpia). Tuttavia essa non è nuova e proprio a Delfi furono trovate inserite nel Tesoro di Sicione le parti di un'insolita tholos dell'inizio del VI secolo. Si tratta evidentemente di uno dei primi tentativi della giovane architettura in pietra che sperimentava ogni sua possibilità: sopra le 13 colonne della peristasi corre un fregio di 30 triglifi e metope senza alcun rapporto con la peristasi stessa, un'assurdità unica in tutta la storia dell'architettura greca. Venti è anche il numero cardinale della tholos più recente. Ognuna delle 20 colonne ripete, con i 20 spigoli delle sue scanalature, la pianta. Nell'interno della cella corrispondono alle colonne esterne 10 colonne corinzie (una delle quali è soppressa per fare luogo all'ampia apertura della porta), che cadono nei raggi alternati dell'intercolunnio esterno.
Dappertutto si nota l'influsso delle opere di Ictino: il suolo della cella e lo zoccolo a strati delle colonne della cella stessa formano (costituite come sono di sicuro calcare eleusino) un nobile contrasto con il marmo pentelico della costruzione. Le colonne corinzie che hanno fatto il loro ingresso trionfale nel Tempio di Apollo Epicurio a Bassae, sono legate alla parete per non togliere allo spazio un'ampiezza sia pure modesta. Anche la copertura a cassettoni formata da rombi ha in Bassae il suo prototipo, tuttavia l'architetto della tholos, Teodoro di Focea, che scrisse un libro sopra questa sua opera, è tutt'altro che un artista poco indipendente come lo dimostrano anche i profili disegnati in modo fresco e originale (per esempio il kyma lesbio nella base della parete), i singolari capitelli corinzi il cui robusto “cesto” portante è circondato da due giri di foglie di acanto di struttura plastica e mosse liberamente, i vivaci giri di acanto, le palmette e le teste di leoni della sima. È alla base di tutto una comprensione per la natura che domina e trasforma le forme naturali, libere da ogni schiavitù illusionistica.
Le colonne si ergono snelle e senza peso, come giammai era avvenuto prima, incontro alla trabeazione (altezza 5,93 m [?], 6,8 volte il diametro inferiore di 0,87 m; le tre colonne ora in piedi furono risollevate nel 1938). Il corpo della cella emerge coerentemente, come una sorta di tamburo sopra al tetto marmoreo del colonnato, coronato da una piccola sima.
Della decorazione scultorea delle metope – gruppi movimentati di amazzoni e di centauri – è rimasto solo ben poco; della mirabile esattezza nell'intaglio della pietra basti portare un esempio: le sottili superfici frontali dei triglifi seguono (cosa appena avvertibile anche per un occhio esercitato) la forma circolare dell'architrave.
Un'altra proporzionalità matematica ha racchiuso nella sua articolazione rigorosa anche le parti più piccole (fino all'orlo concavo dei gradini che diminuisce verso l'alto con l'altezza e la larghezza dei gradini stessi) ed è cosa mirabile che il numero e la geometria non abbiano inaridito la vitalità dell'edificio, ma anzi servano come mezzi per mettere in evidenza nella forma più limpida, la corposità dell’edificio addolcita da una sottile freschezza.

### Il museo
Gli scavi sul sito di Delfi vennero avviati nel 1889 da parte dell'École française d'Athènes, che ancora oggi se ne occupa e pubblica i nuovi ritrovamenti nel bollettino Fouilles de Delphes (FD). Nel museo sono raccolte le opere d'arte ritrovate negli scavi. Fra esse spicca la statua della Sfinge dei Nassi, in origine posta in cima a una colonna, la statua bronzea dell'auriga di Delfi, l'onfalo marmoreo, raffigurante l'ombelico del mondo, la statua del pugile Agias e la statua marmorea di Antinoo, di epoca romana. Molteplici i reperti di offerte votive: elmi, armi, vasi, monete, statuette e gioielli, che testimoniano secoli ininterrotti di culto al dio di Delfi.

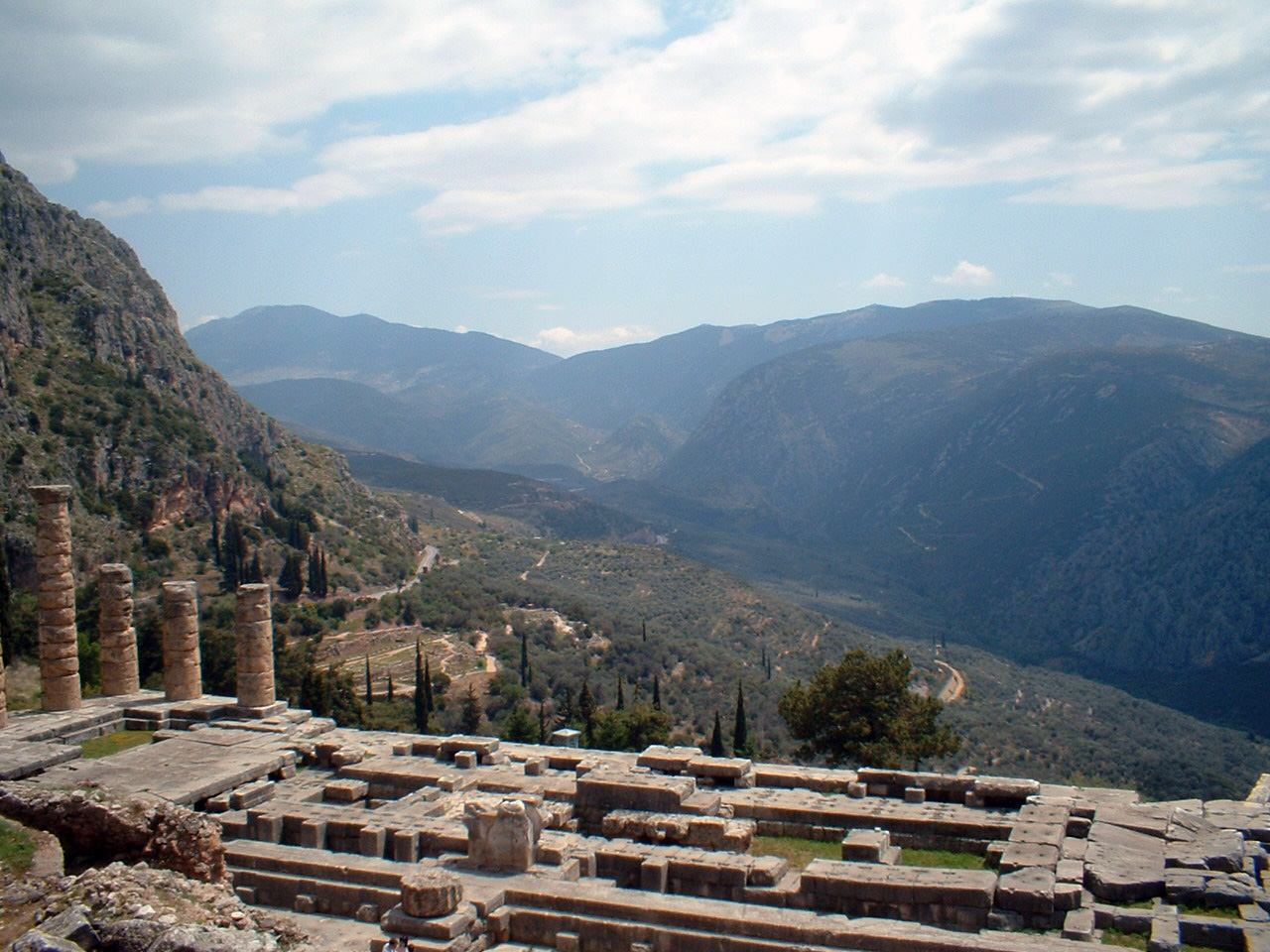
Valle di Delfi
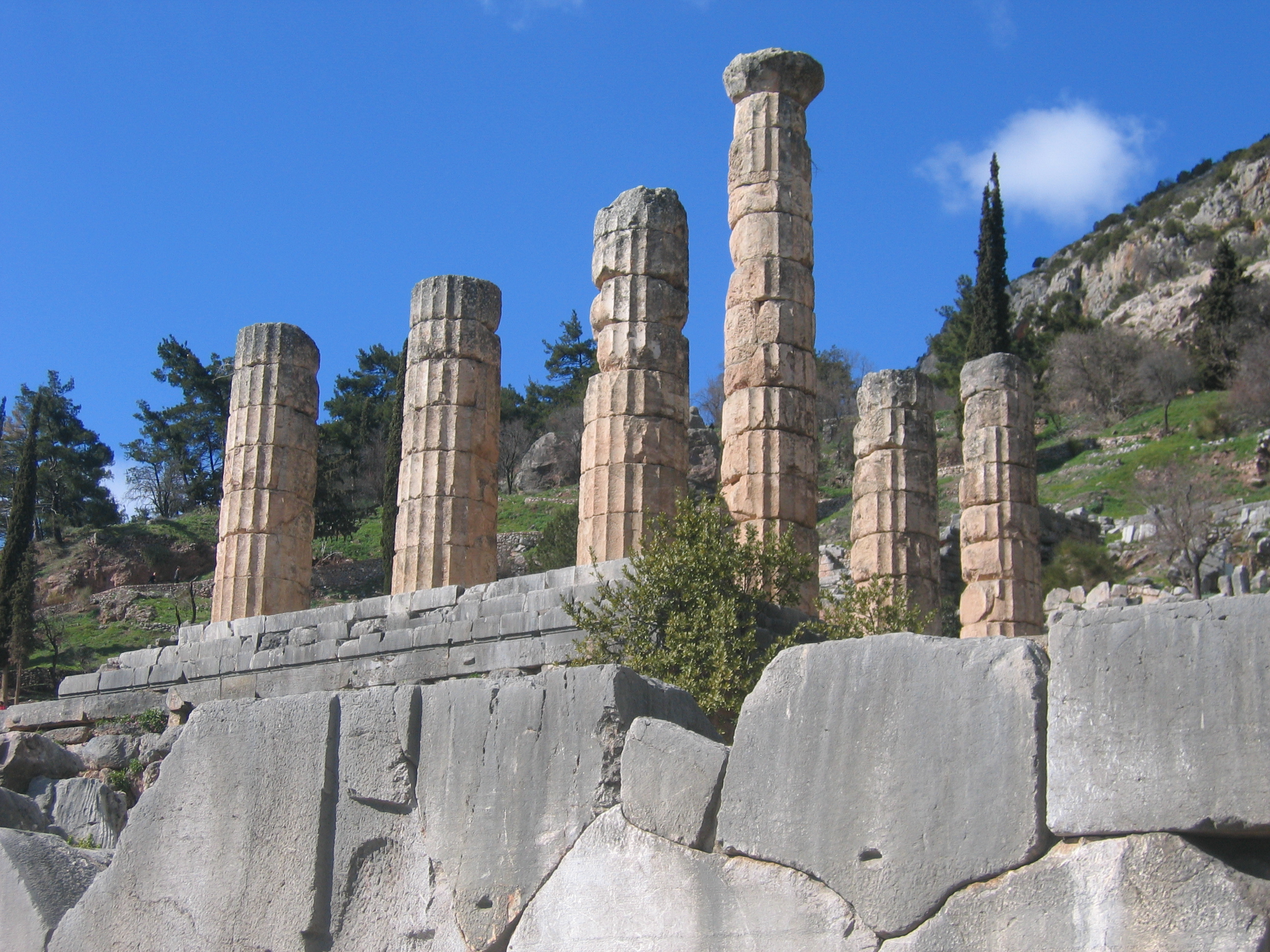
Colonne del tempio di Apollo
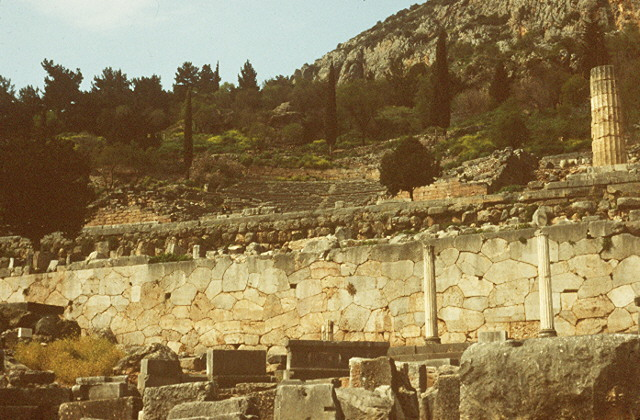
Il Muro Poligonale
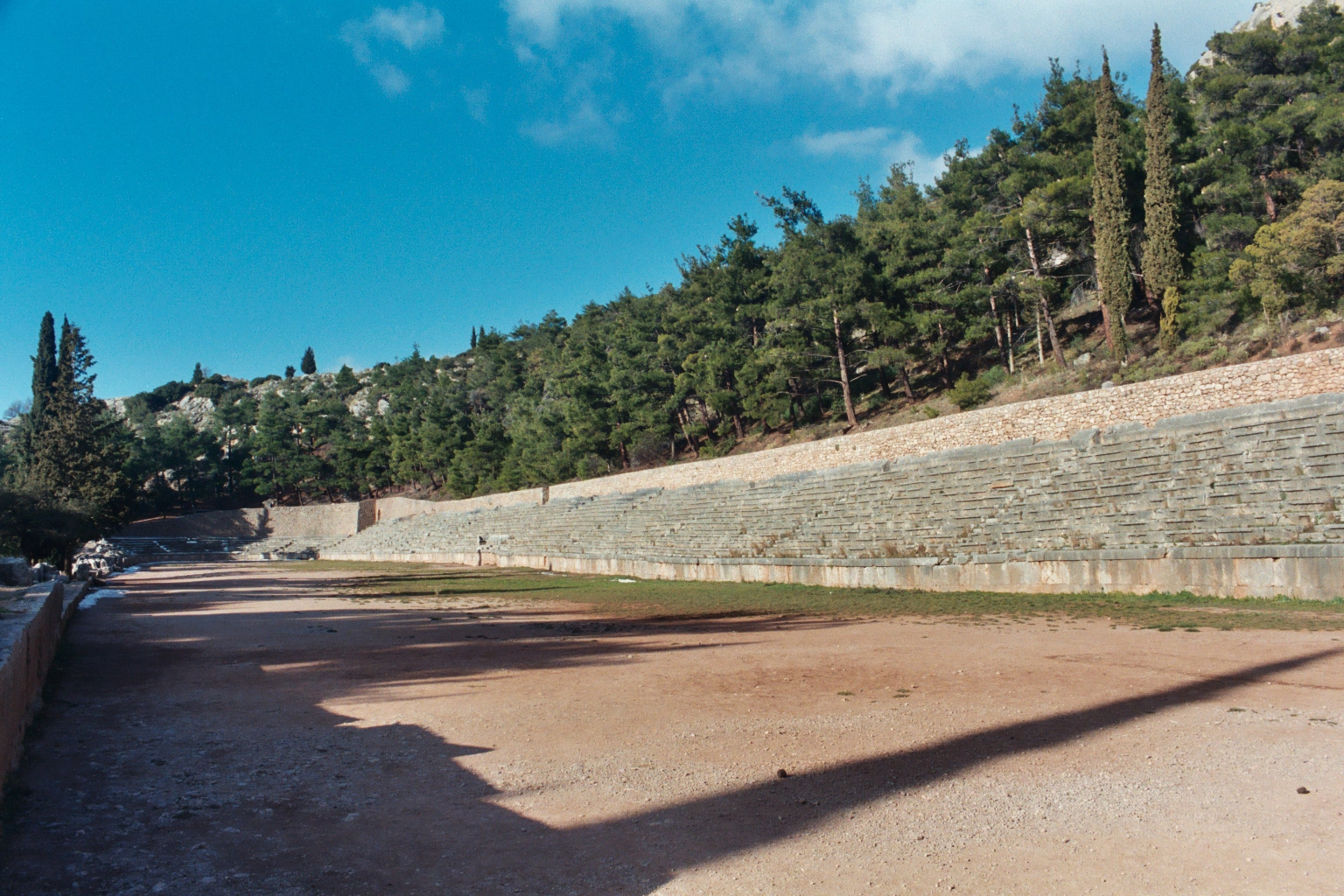
Lo stadio
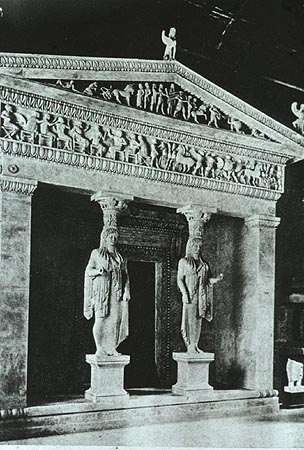
Il Tesoro dei Sifni
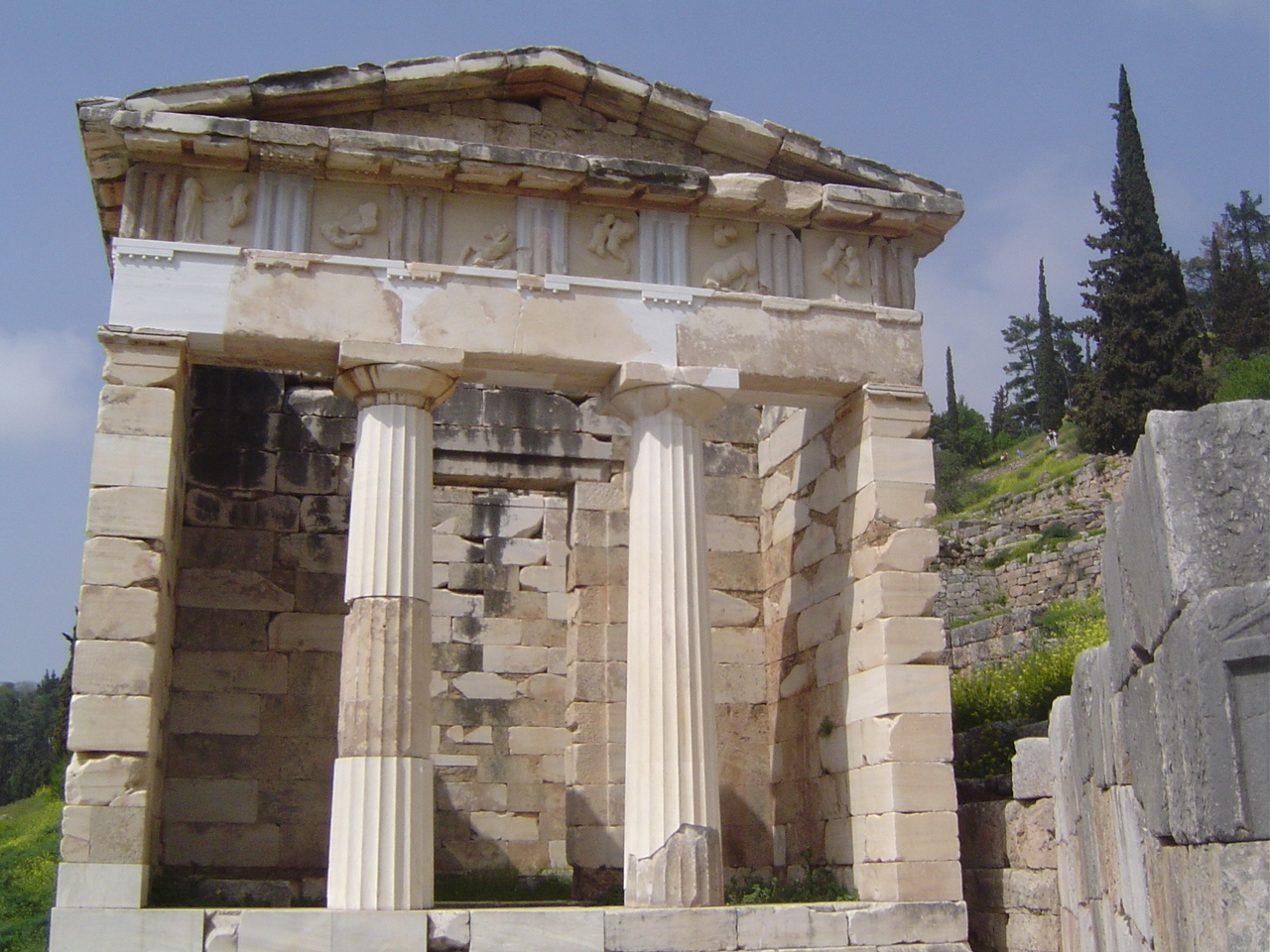
Il Tesoro degli Ateniesi
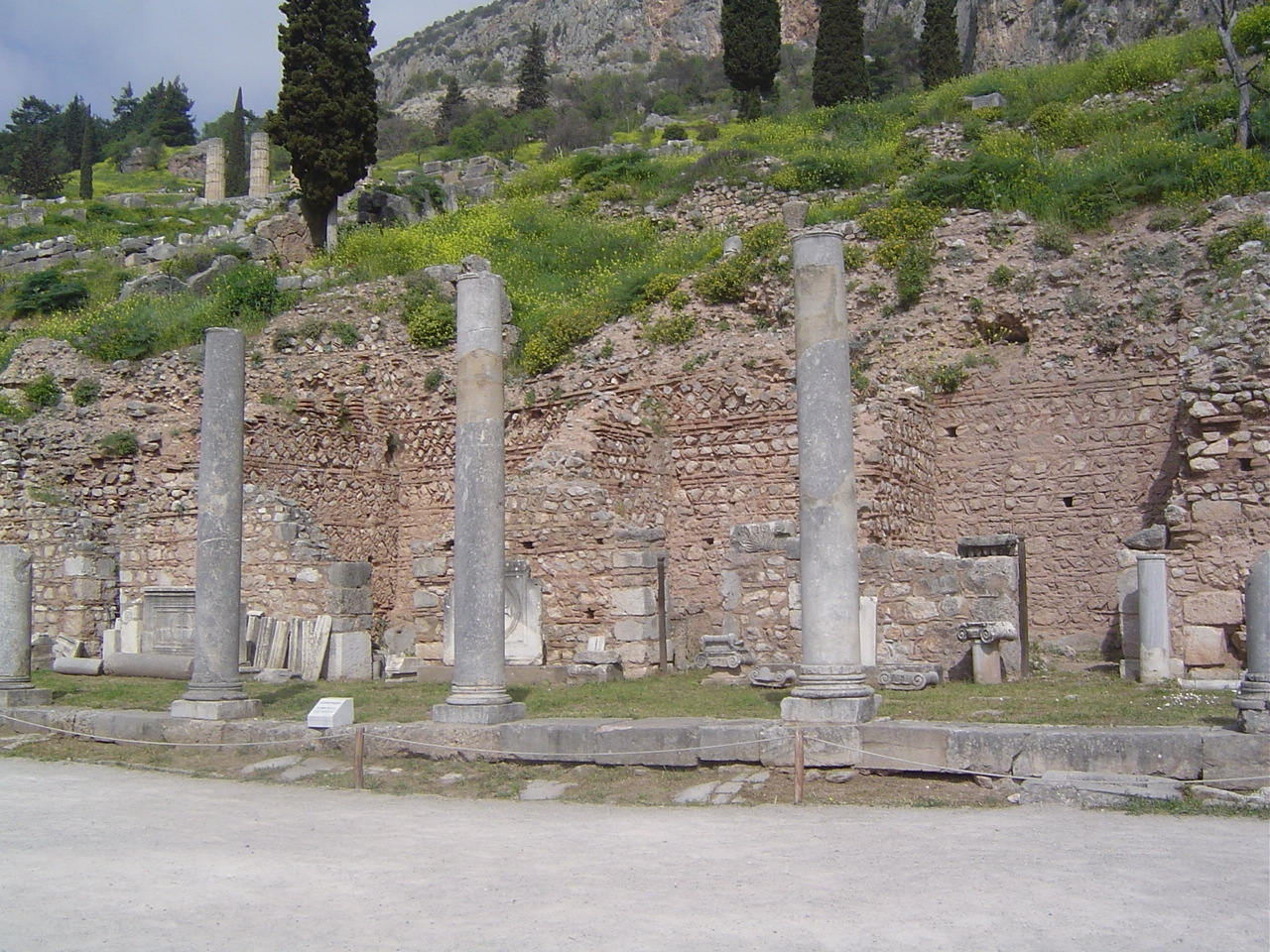
Loggiato di negozi
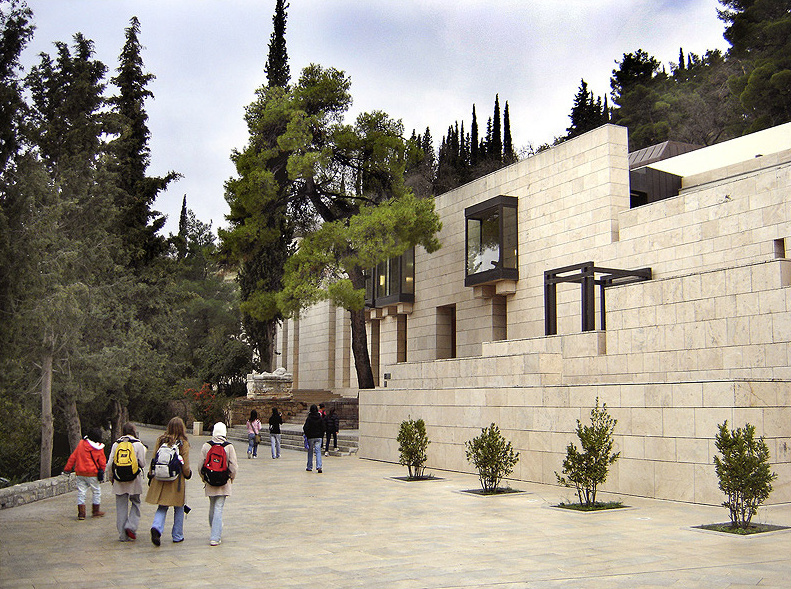
Il museo
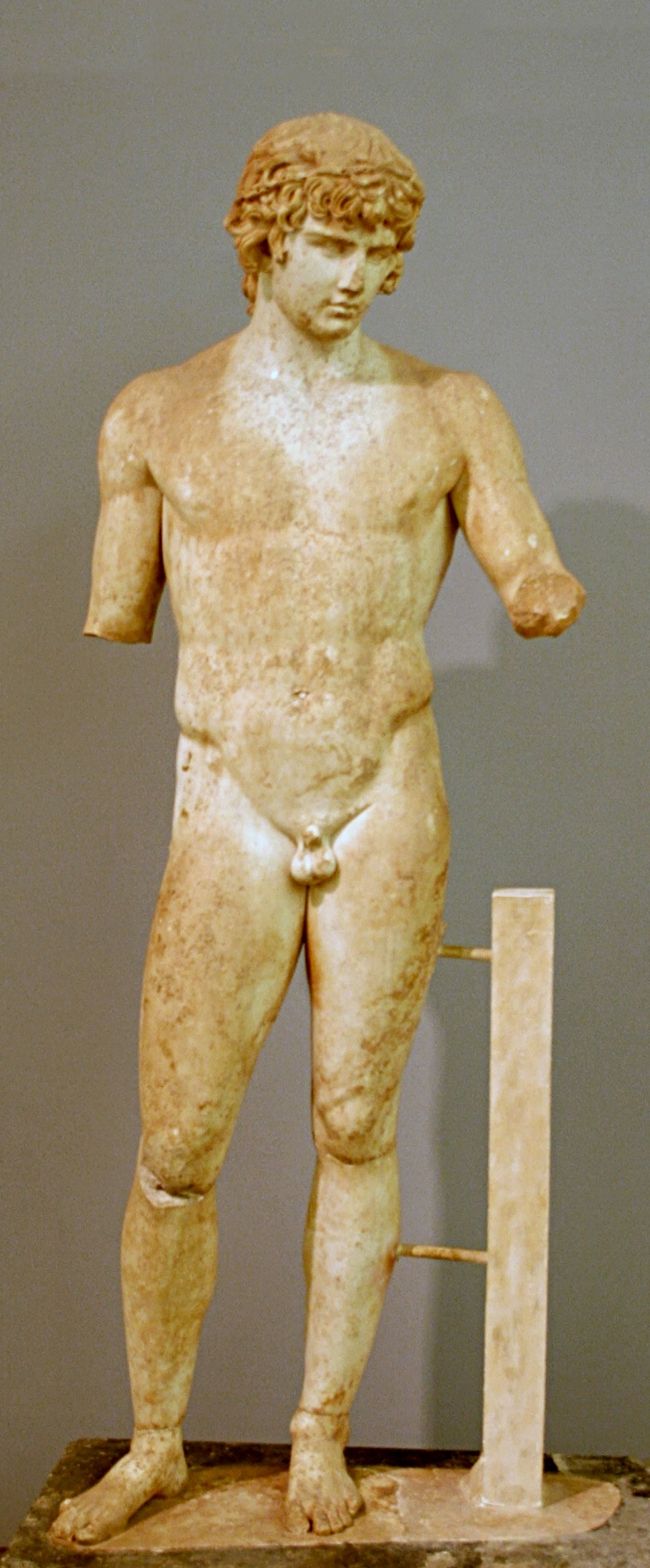
La statua di Antinoo

## Le ricorrenze

### Giochi pitici

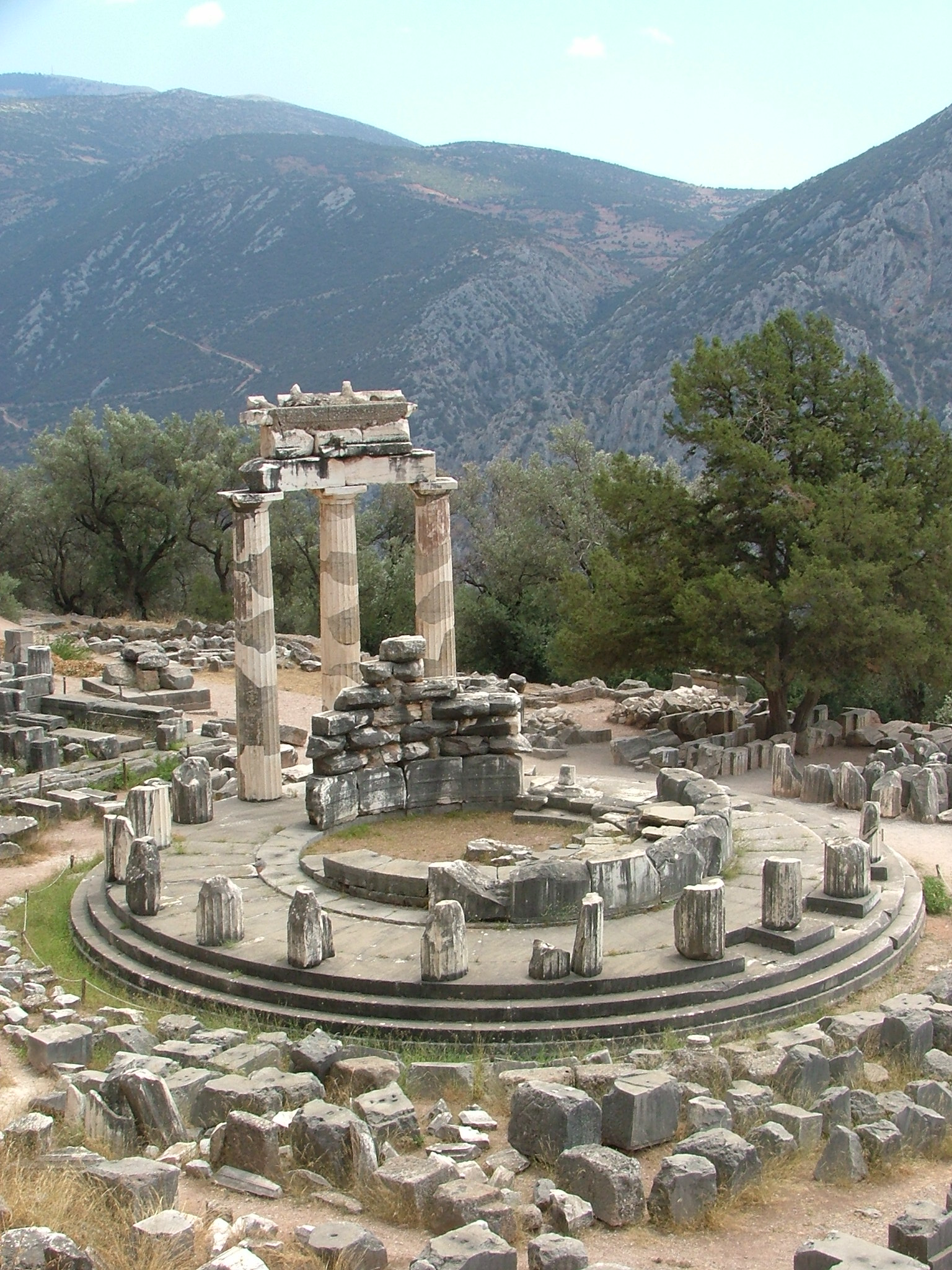
Tempio di Athena

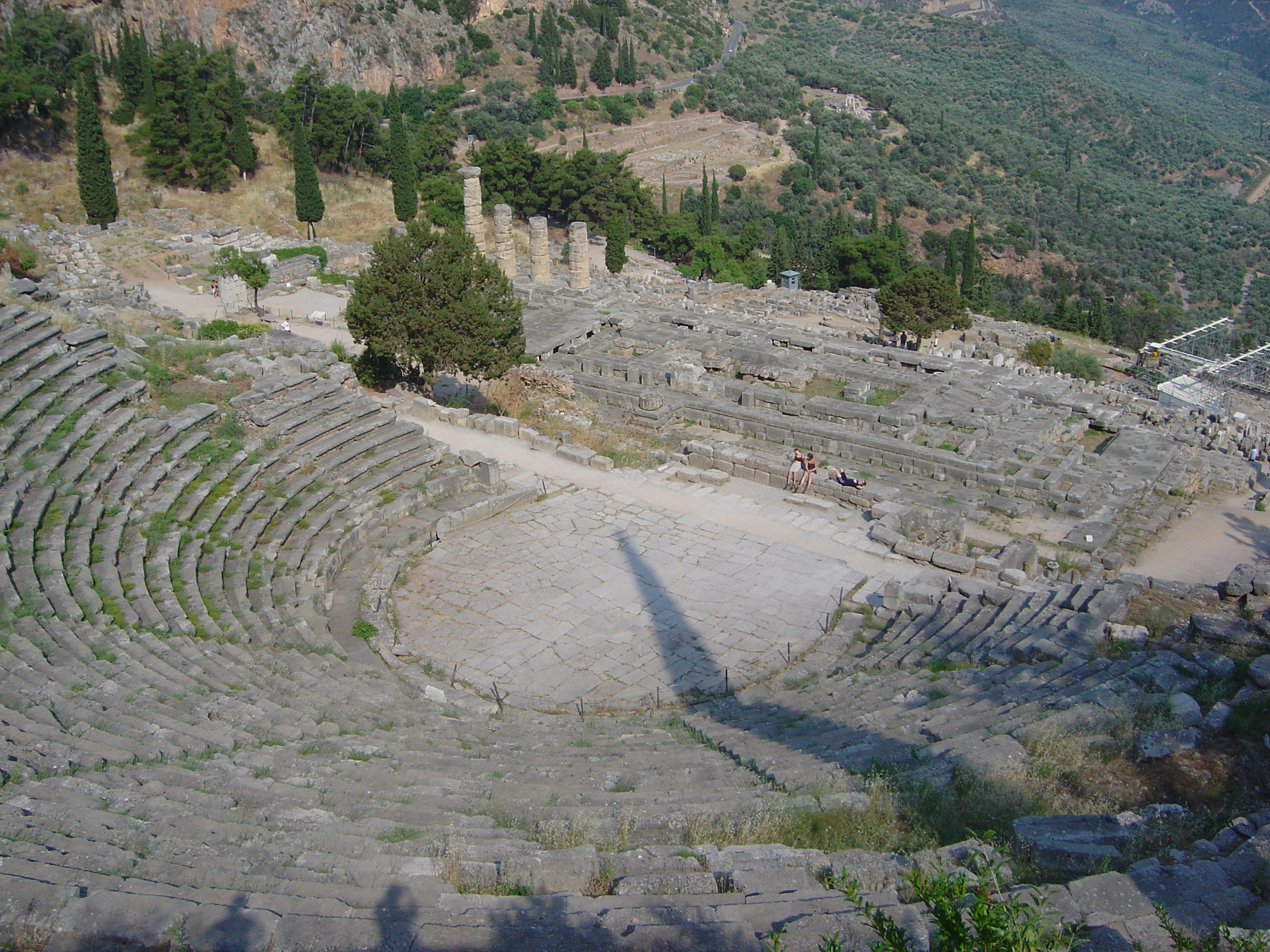
Il teatro antico

I Giochi pitici erano uno dei quattro Giochi panellenici dell'antica Grecia e si disputavano ogni quattro anni al santuario di Apollo a Delfi.
Erano fatti in onore di Apollo per aver ucciso Pitone e aver istituito l'Oracolo, due anni dopo ogni edizione dei Giochi olimpici, prima dei Giochi nemei e dopo i Giochi istmici. Sono stati fondati all'incirca nel VI secolo a.C. e si sono svolti dal 582 a.C. (alla fine della prima guerra sacra) fino al 424 d.C. quando caddero nell'oscurità e furono presumibilmente banditi. A differenza dei Giochi Olimpici prevedevano anche competizioni per musicisti e poeti.
Le competizioni sportive erano le stesse che erano disputate ad Olimpia.

### Le Soterie delfiche
Le Soterie delfiche erano le feste soterie più importanti e sono le meglio conosciute di tutto il mondo greco. Vennero istituite dopo la sconfitta dei Galli e del loro capo Brenno, che nel 279 a.C. avevano osato aggredire il santuario panellenico di Apollo a Delfi. Il loro nome deriva dal fatto che erano dedicate ad Apollo, chiamato con l'epiclesi di "Soter" (salvatore), dato che la vittoria sui Galli era ritenuta un effetto della sua protezione.
Oltre agli agoni ginnici, comprendevano anche gare musicali e teatrali. Nel 243-242 a.C., gli Etoli dettero nuovo impulso alle Soterie, cercando di portarle al medesimo livello dei giochi pitici, che venivano celebrati nello stesso santuario delfico ogni cinque anni ed erano considerati giochi panellenici. Le Soterie delfiche ebbero la massima fama nella seconda metà del sec. III e nella prima del II.

## Importanza e significato religioso

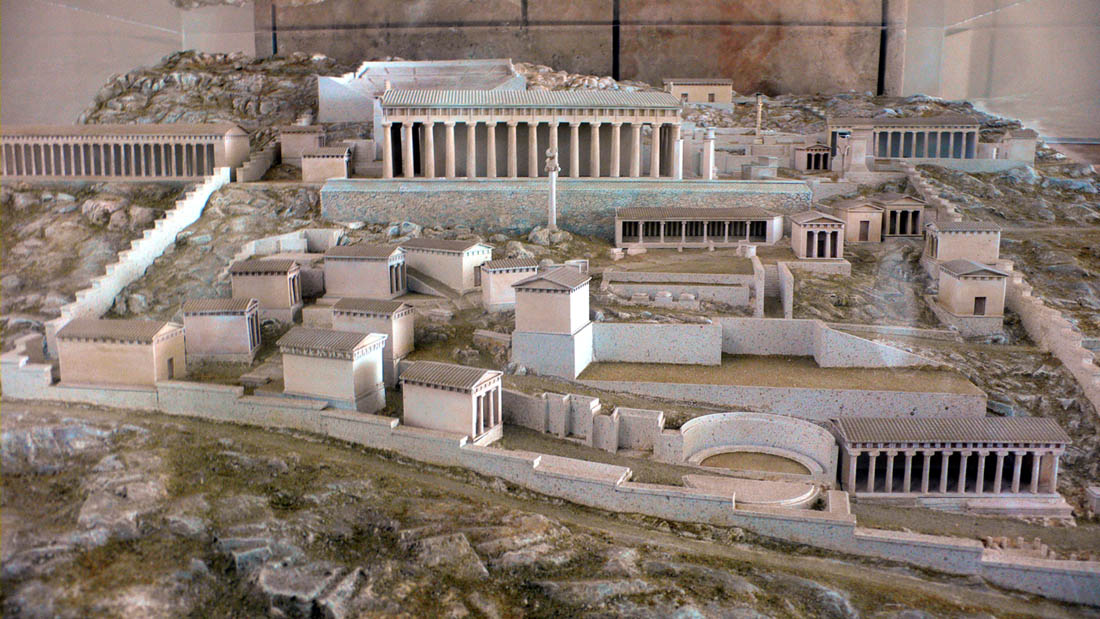
Ricostruzione del Santuario di Delfi

### Antichità
Il nome Delphòi deriva dalla stessa radice di δελφύς delphýs, "utero" e potrebbe indicare la venerazione arcaica di Gaia nel sito. Apollo è collegato al sito dal suo epiteto Δελφίνιος Delphìnios, "il delfico". L'epiteto è collegato ai delfini (greco δελφίς, -ῖνος) nell'Inno omerico ad Apollo (linea 400), che narra la leggenda di come Apollo venne per la prima volta a Delfi sotto forma di un delfino, portando sulla schiena i sacerdoti di Creta. Il nome omerico dell'oracolo è Πυθώ Pythṑ. Un'altra leggenda sostenne che Apollo si recò a Delfi da nord e si fermò a Tempe, una città della Tessaglia, per raccogliere il lauro (noto anche come albero della baia) considerata una pianta sacra. Per commemorare questa leggenda, i vincitori dei Giochi pitici ricevevano una corona di alloro colta nel Tempio stesso.

Delfi divenne il sito di un importante tempio di Apollo Febo, così come i giochi pitici e il famoso oracolo preistorico. Anche dell'epoca romana rimangono centinaia di statue votive, descritte da Plinio il Giovane e viste da Pausania. Scolpite nel tempio c'erano tre frasi: γνῶθι σεαυτόν (gnṑthi seautón = "conosci te stesso"), μηδὲν ἄγαν (mēdén ágān = "nulla in eccesso") e ἐγγύα πάρα δ'ἄτη (engýā pára d'àtē = "impegnati e il male ti sarà vicino"), Nell'antichità, l'origine di queste frasi fu attribuita a uno o più dei Sette Saggi della Grecia da autori come Platone e Pausania. Inoltre, secondo il saggio di Plutarco sul significato della "E di Delfi" – l'unica fonte letteraria per l'iscrizione – c'era anche un'iscrizione (nel tempio) di una grande lettera E. Tra le altre cose, epsilon corrisponde al numero 5. Tuttavia, studiosi antichi e moderni hanno dubitato della legittimità di tali iscrizioni. Secondo una coppia di studiosi: 
Secondo l'inno omerico all'Apollo Pitico, Apollo lanciò la sua prima freccia come fanciullo che effettivamente uccise il serpente Pitone, il figlio di Gaia, che custodiva il luogo. Per espiare l'omicidio del figlio di Gea, Apollo fu costretto a volare e spendendo otto anni in servitù prima che potesse tornare espiato. Ogni anno veniva organizzata una festa, la Septeria, in cui veniva rappresentata l'intera storia: l'uccisione del serpente, il volo, l'espiazione e il ritorno del dio.
I Giochi Pitici avevano luogo ogni quattro anni per commemorare la vittoria di Apollo. Un altro festival di Delfi era la Teofania (Θεοφάνεια), un festival annuale in primavera che celebrava il ritorno di Apollo dai suoi luoghi invernali a Iperborea. Il culmine del festival era un'esibizione di un'immagine degli dei, di solito nascosta ai fedeli presso il santuario.
La Theoxenia si teneva ogni estate ed era incentrata su una festa per "dei e ambasciatori di altri Stati". I miti indicano che Apollo uccise il serpente Pitone, per poi prendere come servitrice Pythia nei miti più antichi, o secondo alcuni conti successivi sua moglie, Pizia, che viveva accanto alla sorgente Castalia. Alcune fonti dicono che egli uccise Pitone perché aveva tentato di violentare Leto mentre era incinta di Apollo e Artemide.
Questa sorgente scorreva verso il tempio ma scompariva di sotto, creando una fessura che emetteva vapori chimici che favorivano l'oracolo a Delfi in grado di rivelare le sue profezie. Apollo uccise Pitone ma dovette essere punito per questo, in quanto figlio di Gea. Il santuario dedicato ad Apollo era originariamente dedicato a Gea e condiviso con Poseidone. Il nome Pizia rimase come titolo dell'Oracolo di Delfi.
Erwin Rohde scrisse che il Pitone era uno spirito terrestre, che fu conquistato da Apollo e sepolto sotto l'onfalo, e che si tratta di una divinità che erige un tempio sulla tomba di un altro.

### Modernità

#### Rappresentazione di Delfi nell'arte
A partire dal XVI secolo l'Europa occidentale sviluppò un interesse per Delfi. Verso la metà del XV secolo il geografo e storico greco Strabone fu tradotto per la prima volta in latino. Le prime raffigurazioni di Delfi, a opera del tedesco N. Gerbel, che pubblicò nel 1545 un testo basato sulla mappa della Grecia di N. Sofianos, erano totalmente immaginarie. L'antico santuario era raffigurato come una città fortificata. I primi viaggiatori con interessi archeologici, oltre al precursore Ciriaco d'Ancona, furono il britannico George Wheler e il francese Jacob Spon, che visitarono la Grecia in una spedizione congiunta nel 1675-76. Hanno pubblicato le loro impressioni separatamente. Nel "Journey into Greece" (Viaggio in Grecia) di Wheler, pubblicato nel 1682, apparve uno schizzo della regione di Delfi, dove erano raffigurati l'insediamento di Kastri e alcune rovine. Le illustrazioni della pubblicazione di Spon "Voyage d'Italie, de Dalmatie, de Grèce et du Levant, 1678" sono considerate originali e rivoluzionarie.
Viaggiatori hanno continuato a visitare Delfi per tutto il XIX secolo, pubblicando i loro resoconti in libri che contenevano diari, schizzi, vedute del sito e immagini di monete. Le illustrazioni riflettevano spesso lo spirito del romanticismo, come è evidente nelle opere di Otto Magnus von Stackelberg, dove, oltre ai paesaggi (La Grèce, Vues pittoresques et topographiques, Parigi 1834) sono raffigurati anche figure umane (Costumes et usi des peuples de la Grèce moderne dessinés sur les lieux, Parigi 1828). Il pittore filellenico H. W. Williams ha incluso il paesaggio di Delfi fra i suoi temi paesaggistici (1829). Personalità importanti come François Ch. H. L. Pouqueville, W.M. Leake, Christopher Wordsworth e Lord Byron sono tra i visitatori più celebri di Delfi.
Dopo la nascita del moderno Stato greco al termine della guerra d'indipendenza (1821-1832), la stampa iniziò a interessarsi anche a questi viaggiatori. Così scrive "Ephemeris" (17/03/1889):
"In Revues des Deux Mondes Paul Lefaivre pubblicava le sue memorie circa un'escursione a Delfi. L'autore francese racconta in modo affascinante le sue avventure lungo il percorso, lodando in particolare l'abilità di un’anziana donna di rimettere a posto il braccio ferito di uno dei suoi compagni di viaggio stranieri, che era caduto da cavallo. Ad Arachova l'uomo greco è conservato intatto. Gli uomini sono "atleti" piuttosto che contadini, allenati alla corsa e alla lotta, particolarmente eleganti e snelli sotto il loro abbigliamento da montagna. Solo brevemente si riferisce alle antichità di Delfi, ma descrive un muro pelasgico lungo 80 metri, sul quale sono incise innumerevoli iscrizioni: decreti, norme e affrancamenti di schiavi".
Gradualmente apparvero le prime guide turistiche. I rivoluzionari libri "tascabili" inventati dal tedesco Karl Baedeker, accompagnati da mappe utili per visitare siti archeologici come Delfi (1894), insieme a piantine dettagliate e manualetti divennero progressivamente pratici e popolari. L'obiettivo fotografico rivoluzionò il modo di raffigurare il paesaggio e le antichità, in particolare dal 1893 in poi, quando iniziarono gli scavi sistematici della Scuola Archeologica Francese. Tuttavia, artisti come Vera Willoughby hanno continuato a ispirarsi al paesaggio.
I temi relativi all'immaginario delfico sono stati fonte d'ispirazione per diversi artisti. Infatti oltre il paesaggio e le rovine degli antichi edifici, la stessa Pizia/Sibilla è divenuta un soggetto variamente illustrato, anche sulle carte dei tarocchi. Esempi famosi sono costituiti dalla Sibilla delfica di Michelangelo (1509), l'incisione tedesca dell'Ottocento Oracolo di Apollo a Delfi, il dipinto L'oracolo delfico (1899) di John William Godward, così come il più recente L'oracolo di Delfi, inchiostro su carta, della svedese Malin Lind. Artisti moderni hanno trovato ispirazione anche nelle massime delfiche. Esempi di tali opere sono esposti nel "Parco delle sculture del Centro Culturale Europeo di Delfi" e nelle mostre che si svolgono presso il Museo archeologico di Delfi.

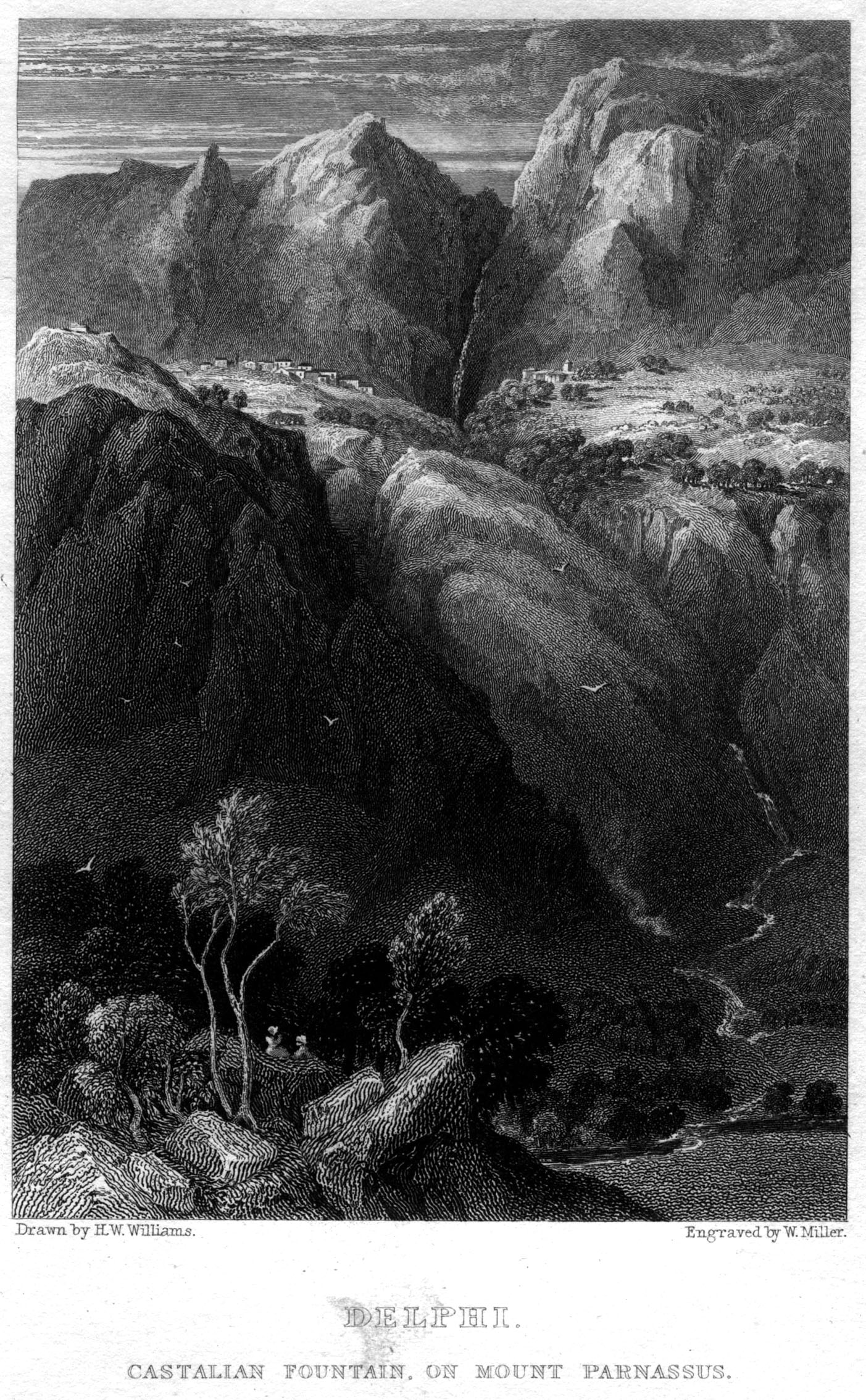
Delfi, fonte Castalia sul Monte Parnaso. Incisione di W. Miller su disegno di H. W. Williams
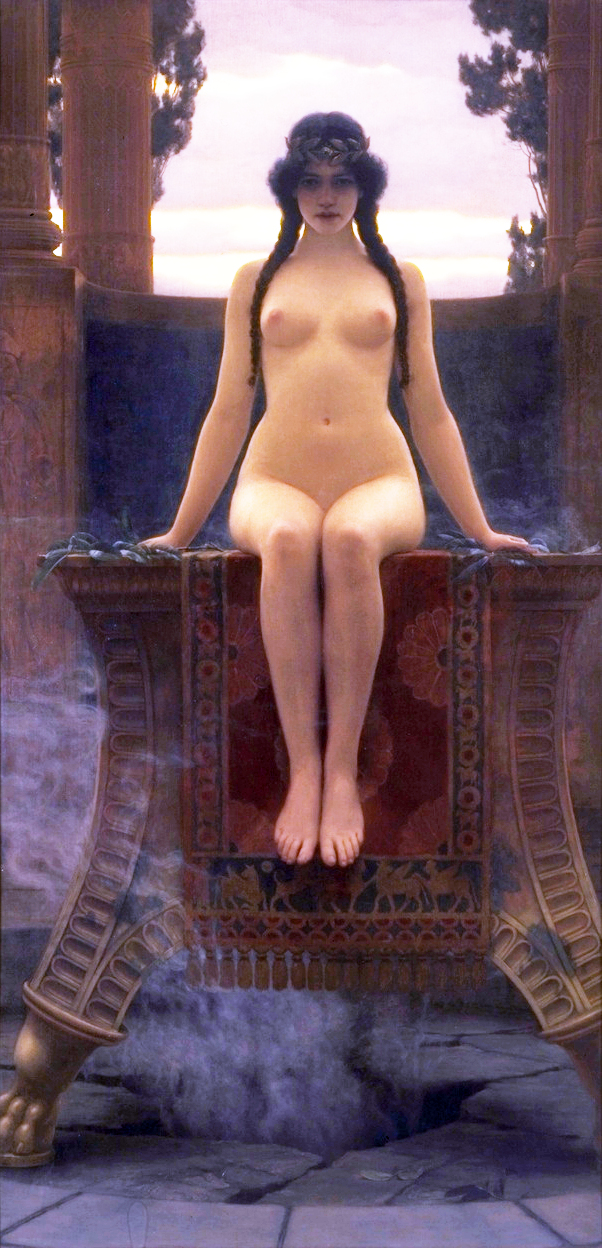
John William Godward, L'oracolo delfico, olio su tela, 1899

#### Delfi nella letteratura
Delfi è stata di ispirazione anche per la letteratura. Nel 1814 William Haygarth, amico di Lord Byron, fa riferimento a Delfi nella sua opera Greece, a Poem. Nel 1888 Charles Marie René Leconte de Isle ha pubblicato il suo dramma lirico L’Apollonide, accompagnato dalla musica di Franz Servais. Autori francesi più recenti hanno utilizzato Delfi come fonte di ispirazione, come Yves Bonnefoy (Delphes du second jour) o Jean Sullivan (soprannome di Joseph Lemarchand) in L’Obsession de Delphes (1967), ma anche Rob MacGregor nel suo Indiana Jones and the Peril at Delphi (1991).
La presenza di Delfi nella letteratura greca è molto intensa. Poeti come Kostis Palamas (Inno delfico, 1894), Kostas Karyotakis (Festa delfica, 1927), Nikephoros Vrettakos (Ritorno da Delfi, 1957), Ghiannis Ritsos (Delfi, 1961-62) e Kiki Dimoula (L'ombelico della terra e Terra adatta, 1988), per citare solo i più celebri che hanno dato il loro tributo a Delfi. Angelos Sikelianos compose Dedica (al discorso delfico) (1927), Inno delfico (1927) e la tragedia Sibilla (1940), mentre nel contesto dell'Idea Delfica (Δελφική Ιδέα - Delfikí Idéa) e dei Festival Delfici (Δελφικές Εορτές - Delfikés Eortés) pubblicò un saggio intitolato L'unione delfica (1930). Il premio Nobel in Letteratura Giorgios Seferis scrisse nel 1963 un componimento sotto il titolo di Delfi, incluso nel libro Dokimes.
L’importanza di Delfi per i greci è significativa. Questo luogo è entrato a fare parte integrante della memoria collettiva e si è espresso nel tempo attraverso la tradizione. Nikolaos Politis, famoso etnografo greco, nei suoi Studi sulla vita e sulla lingua del popolo greco - parte prima riporta due esempi riguardo Delfi:
a) Il sacerdote di Apollo (176). Quando nacque Cristo, un sacerdote di Apollo stava effettuando un sacrificio sotto il monastero di Panayia, sulla strada per Livadia (Λειβαδιά), in una località chiamata Logari. All'improvviso abbandona il sacrificio e dice al popolo: "In questo momento è nato il figlio di Dio, che sarà molto potente, come Apollo, ma poi Apollo lo batterà". Non ebbe il tempo di terminare il suo discorso che un tuono scese giù a bruciarlo, aprendo la roccia vicina in due. [p. 99]
b) I Signori (108). I Signori non sono cristiani, perché nessuno li vede mai farsi il segno della croce. Sono originari da antichi abitanti pagani di Delfi che abitavano in un castello chiamato Adelfì – “Fratelli” in greco –, poiché due fratelli principi lo avevano edificato. Quando Cristo e sua madre sono “arrivati” in questo luogo e tutte le persone intorno si sono convertite al Cristianesimo, i signori pensarono che sarebbe stato meglio allontanarsi; così partirono verso ovest con tutti i propri averi. I Signori vengono ancora qui ora e adorano queste pietre. [p. 59]